# Calendario delle settimane
Il Calendario delle settimane è un calendario utilizzato nel Libro dei Giubilei, nel Libro di Enoch e in una ventina di frammenti di papiro di Qumran. Anche le date citate in molti libri biblici, fra cui il Libro di Ezechiele, devono essere interpretate secondo questo calendario. Secondo Guillaume sarebbe stato introdotto dall'inizio del dominio persiano (circa 530 a.C.) e abbandonato sotto il dominio dei seleucidi, che seguivano un calendario lunisolare come i babilonesi. Più precisamente secondo Feldman esso sarebbe stato introdotto da Neemia in parallelo all'istituzionalizzazione del sabato.
Annie Jaubert, e molti dopo di lei, hanno ritenuto che l'abrogazione di questo calendario dal culto nel tempio di Gerusalemme, decisa da una classe sacerdotale ormai ellenizzata, abbia motivato la secessione della comunità di Qumran dal giudaismo ufficiale.

## Struttura del calendario
L'anno durava esattamente 52 settimane, cioè 364 giorni, ripartite in quattro trimestri di 13 settimane ciascuno (91 giorni); in pratica ogni trimestre era composto da tre mesi di 30 giorni più un giorno intercalare. Il primo giorno dell'anno era sempre il quarto giorno dopo il sabato (per noi il mercoledì); in questo giorno infatti secondo la Genesi erano stati creati il Sole e la Luna e perciò aveva avuto inizio il calendario. Anno dopo anno i giorni della settimana corrispondevano sempre alle stesse date.
|           |  | Mesi 1, 4, 7, 10 | Mesi 1, 4, 7, 10 | Mesi 1, 4, 7, 10 | Mesi 1, 4, 7, 10 | Mesi 1, 4, 7, 10 | Mesi 2, 5, 8, 11 | Mesi 2, 5, 8, 11 | Mesi 2, 5, 8, 11 | Mesi 2, 5, 8, 11 | Mesi 2, 5, 8, 11 | Mesi 3, 6, 9, 12 | Mesi 3, 6, 9, 12 | Mesi 3, 6, 9, 12 | Mesi 3, 6, 9, 12 | Mesi 3, 6, 9, 12 |
| Mercoledì |  | 1                | 8                | 15               | 22               | 29               |                  | 6                | 13               | 20               | 27               |                  | 4                | 11               | 18               | 25               |
| Giovedì   |  | 2                | 9                | 16               | 23               | 30               |                  | 7                | 14               | 21               | 28               |                  | 5                | 12               | 19               | 26               |
| Venerdì   |  | 3                | 10               | 17               | 24               |                  | 1                | 8                | 15               | 22               | 29               |                  | 6                | 13               | 20               | 27               |
| Sabato    |  | 4                | 11               | 18               | 25               |                  | 2                | 9                | 16               | 23               | 30               |                  | 7                | 14               | 21               | 28               |
| Domenica  |  | 5                | 12               | 19               | 26               |                  | 3                | 10               | 17               | 24               |                  | 1                | 8                | 15               | 22               | 29               |
| Lunedì    |  | 6                | 13               | 20               | 27               |                  | 4                | 11               | 18               | 25               |                  | 2                | 9                | 16               | 23               | 30               |
| Martedì   |  | 7                | 14               | 21               | 28               |                  | 5                | 12               | 19               | 26               |                  | 3                | 10               | 17               | 24               | 31               |

La durata del calendario delle settimane era significativamente diversa da quella dei calendari lunari o solari, ma non c'è indicazione che la comunità di Qumran si fosse in alcun modo preoccupata per tale disallineamento. Il calendario delle settimane, infatti, si riallineava periodicamente sia col calendario lunare che con quello solare. Dato, infatti, che l'anno lunare dura 354 giorni, ogni tre anni il calendario delle settimane si riallineava con quello lunare grazie all'aggiunta di un mese lunare embolismico di 30 giorni. Nel frammento 4Q319 di Qumran ogni riallineamento è considerato un segno celeste (Otot = "segno").

## Il ciclo di 6 giubilei
Dato che al calendario delle settimane mancano circa un giorno e sei ore rispetto alla durata dell'anno tropico, esso si disallineava progressivamente dall'anno tropico finché al termine di un ciclo il ritardo corrispondeva esattamente a un anno. La situazione, quindi, era simile a quella dell'anno vago egizio, che si riallinea ogni ciclo sotiaco di 1461 anni vaghi corrispondenti a 1460 anni tropici. Il ciclo del calendario delle settimane, però, è molto più breve, solo 294 anni, cioè 6 cicli giubilari, corrispondenti a 293 anni tropici. Al termine del ciclo la differenza fra il capodanno del calendario e quello tropico era inferiore a un'ora.

## Importanza religiosa
Un calendario articolato in settimane rispecchiava le necessità del culto nel Tempio, in cui la durata dei turni delle 24 classi sacerdotali era appunto di una settimana. Ogni classe sacerdotale serviva almeno due turni per anno. Dato che le settimane sono 52, quattro classi servivano tre turni. Continuando di seguito la successione dopo sei anni si ripresentava la stessa turnazione. In questo modo dopo ogni ciclo di 6 giubilei (294 anni) non solo calendario, Luna e Sole ma anche i turni sacerdotali ricominciavano in modo identico al ciclo precedente.
Un importante vantaggio di questo calendario è che quasi tutte le feste ebraiche più importanti (fra cui due capodanni ebraici, Rosh Hodesh e Rosh haShana, Pasqua, Festa delle Capanne e forse la festa delle Sette Settimane o Pentecoste) si collocavano nel quarto giorno dopo il sabato. Non c'era, quindi, più il problema di armonizzare il culto specifico di ogni festa con quello previsto per il sabato; problema che si presenta con qualsiasi calendario mobile. Lo stesso valeva anche per altre feste, come lo Yom Kippur, che non cadevano né di mercoledì né di sabato.

## Testimonianze scritte del calendario esseno
I testi di Qumran, in cui compare il "calendario delle settimane" sono:
- "Mishmarot", cioè frammenti in cui si assegnano le diverse classi sacerdotali a specifiche settimane di servizio nel Tempio;
- Frammenti di copie del Libro dei Giubilei o del Libro di Enoch, testi religiosi giudaici extra-biblici.
- Testi di natura astronomica od astrologica, cioè 4Q317, in cui le fasi lunari sono assegnate a specifici giorni del calendario (testo detto "Selendromion"); 4Q318, in cui il verificarsi di tuoni in uno specifico giorno calendariale è utilizzato per trarre presagi ("Brontologion") e 4Q319 (Otot, cioè "Segni"), testo che riporta i riallineamenti col ciclo lunare avvenuti nel corso di sei cicli giubilari ossia 294 anni.

Dal Selendromion si dedurrebbe che il primo mese corrispondeva alla costellazione del Toro e non all'Ariete, che dà il nome al primo mese del calendario ebraico. Questa circostanza deporrebbe a favore di un'estrema antichità di questo calendario.